# Philippe Tissié
Philippe Tissié, né le 18 octobre 1852 à La Bastide-sur-l'Hers (Ariège) et mort le 4 juin 1935 à Pau (Pyrénées-Atlantiques) est un médecin français, hygiéniste, aliéniste et l'un des premiers neuropsychiatres en France. Il est surtout l'une des trois principales personnalités françaises, avec le baron Pierre de Coubertin et Paschal Grousset, ayant fait évoluer le système scolaire en y intégrant le sport et les jeux organisés.

## Biographie
Fils d'un instituteur, Philippe Auguste Tissié, né le 18 octobre 1852 est orphelin à 14 ans. Il doit interrompre ses études jusqu'à l'âge de 25 ans pour travailler et subvenir aux besoins de l'une de ses sœurs. Après l'obtention du baccalauréat il s'oriente vers la carrière médicale tout en pratiquant le cyclisme.

### Formation de psychologue
Philippe Tissié est reçu docteur en médecine en 1887 et soutient le 16 février de la même année sa thèse (Les aliénés voyageurs : essai médico-psychologique) sous la direction d'Albert Pitres, un disciple de Jean-Martin Charcot. Philippe Tissié y traite la perception de l'effort dans le cas de marche inconsciente, l'illustrant par le cas d'Albert Dadas, un patient atteint de frénésie compulsive à l'Hôpital Saint-André de Bordeaux.
Ses travaux à la société médicale de Pau, à sa clinique de « psycho-dynamie », à la maison de l'enfance ainsi qu'à l'orphelinat de Saverdun l'amènent à poser une taxonomie de l'être humain en trois classes : les passifs, les affectifs et les affirmatifs. Les "passifs" seraient les plus "dégénérés" et nécessiteraient des soins urgents. Il les décrit comme agissant sous le commandement, manquant de volonté d'action. Philippe Tissié pense guérir ces patients par une rééducation physique et mentale induisant la notion de l'ordre. Les personnes dites "affectives" souffriraient  d'un manque de confiance en elles, se soumettant aux plus forts. Philippe Tissié s'applique à suggérer chez ces malades la confiance en soi. La dernière catégorie des "affirmatifs" désigne des individus indépendants, attirés par l'effort souvent maximal. Tissié pense qu'ils sont fondamentalement nés pour commander. Néanmoins, ce comportement pourrait devenir dangereux, c'est pourquoi Tissié veut ainsi les canaliser et leur faire accepter l'ordre. Plus tard, il voit dans la gymnastique suédoise un traitement approprié à ces cas.
Les propos tenus en 1926 en témoignent : « La génération de la guerre est indisciplinée ; il serait intéressant de les soumettre à une éducation analytique frénatrice des impulsions que les sports favorisent quand ils ne les provoquent pas ». En tant que militant, il reste toute sa vie convaincu de la prééminence du cerveau et de la fonction respiratoire sur les autres aspects de l'éducation physique. Celle-ci devient aussi pour Tissié une discipline indispensable dans l'enseignement à la jeunesse des valeurs traditionnelles.

### Militant des jeux traditionnels

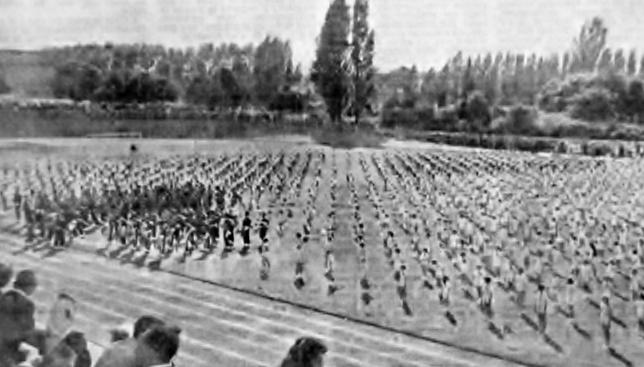
Le lendit scolaire au début du XXe siècle.

Pratiquant le cyclisme, médecin du "Véloce-club bordelais", il est l'un des fondateurs de la course cycliste Bordeaux-Paris. Membre de la société de gymnastique "La Bastidienne" fondée par Charles Cazalet, il se caractérise par son indépendance vis-à-vis de Paschal Grousset et de Pierre de Coubertin (la Ligue estime qu'un lendit est un concours général du muscle et que l'émulation ne peut exister sans concours). Ses opinions vont à l'encontre des sensibilités de gauche et, en tant qu'hygiéniste, il s'oppose à l'idée de compétition, à ses violences. Cependant la gymnastique traditionnelle qu'il a connue à la Bastidienne ne le satisfait pas plus. Il rencontre Grousset en 1887 et intègre alors sa Ligue nationale d'éducation physique mais, n'adhérant pas entièrement à ses principes, il crée, le 19 décembre 1888, la Ligue girondine d'éducation physique afin de promouvoir les jeux traditionnels actifs en plein air. 
En effet, Philippe Tissié est reconnu dans l'histoire de l'éducation physique pour avoir conçu l'exercice du lendit. Le terme lendit est utilisé au Moyen Âge pour désigner des jeux entre enfants avec notamment la foire du Lendit de Saint-Denis. Tissié a ensuite repris ce mot pour l'appliquer à des compétitions scolaires auxquelles participaient sur plusieurs jours des élèves des écoles de l'Académie de Bordeaux. La pratique du lendit est ainsi une application concrète de l'éducation physique associée au plaisir et à l'amusement. Le premier se déroule à Bordeaux le 12 mai 1890. Il crée dans un même temps La Revue des jeux scolaires, journal qui devient l'organe de la Ligue girondine d'éducation physique. Il est convaincu que les lendits sont un outil efficace d'éducation physique à travers la notion de jeu qu'il défend jusqu'à son voyage d’étude en Suède en 1898. Délégué au congrès olympique du Havre de 1897, il prône une éducation physique par les jeux locaux de préférence aux jeux anglo-saxons. Cependant, il développe dans le cadre scolaire le rugby à XV ainsi que son dérivé régional la barette aquitaine.

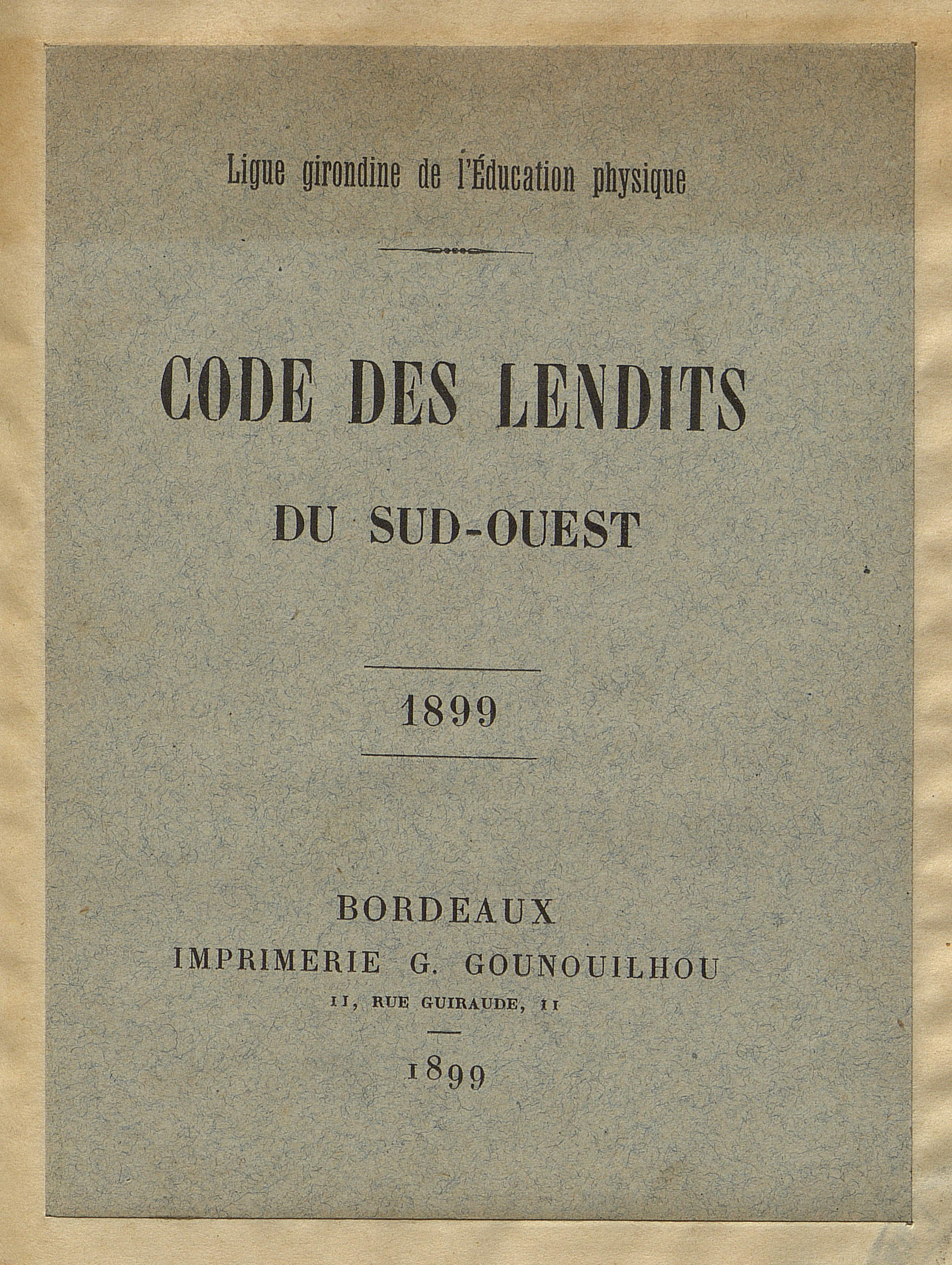
Ligue gironde de l'Éducation physique, Code des lendits du sud-ouest, Bordeaux, 1899.
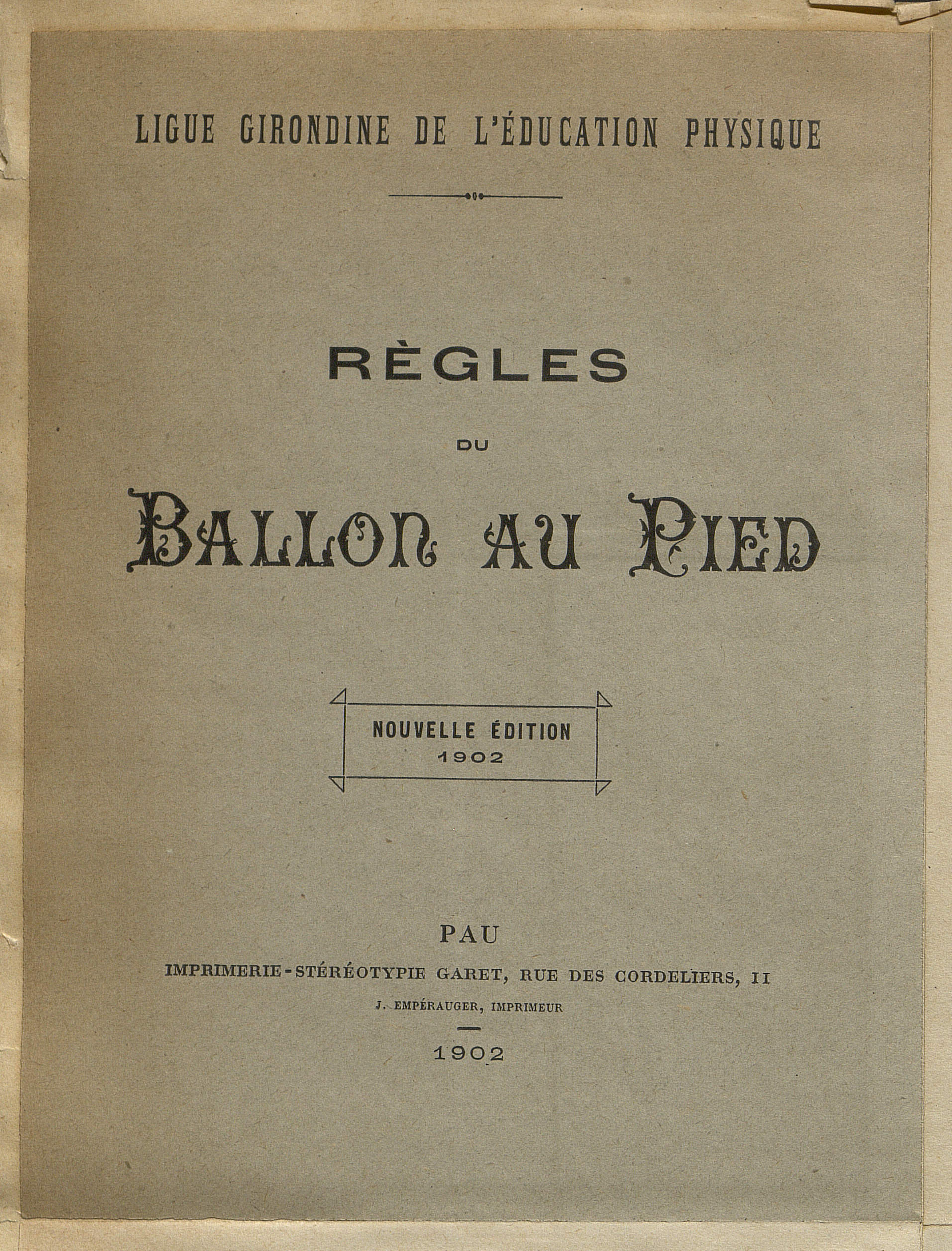
Ligue girondine de l'Éducation physique, Règles du ballon au pied, Pau, 1902.
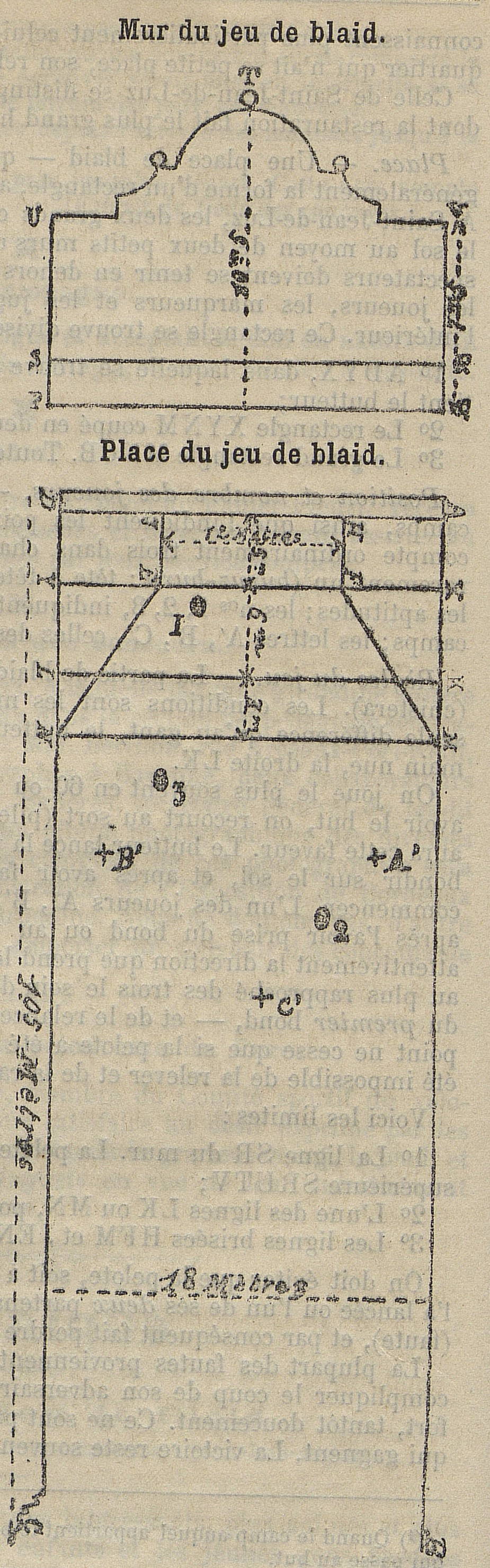
Plan d'un terrain de pelote de basque.

### Conversion à la gymnastique suédoise

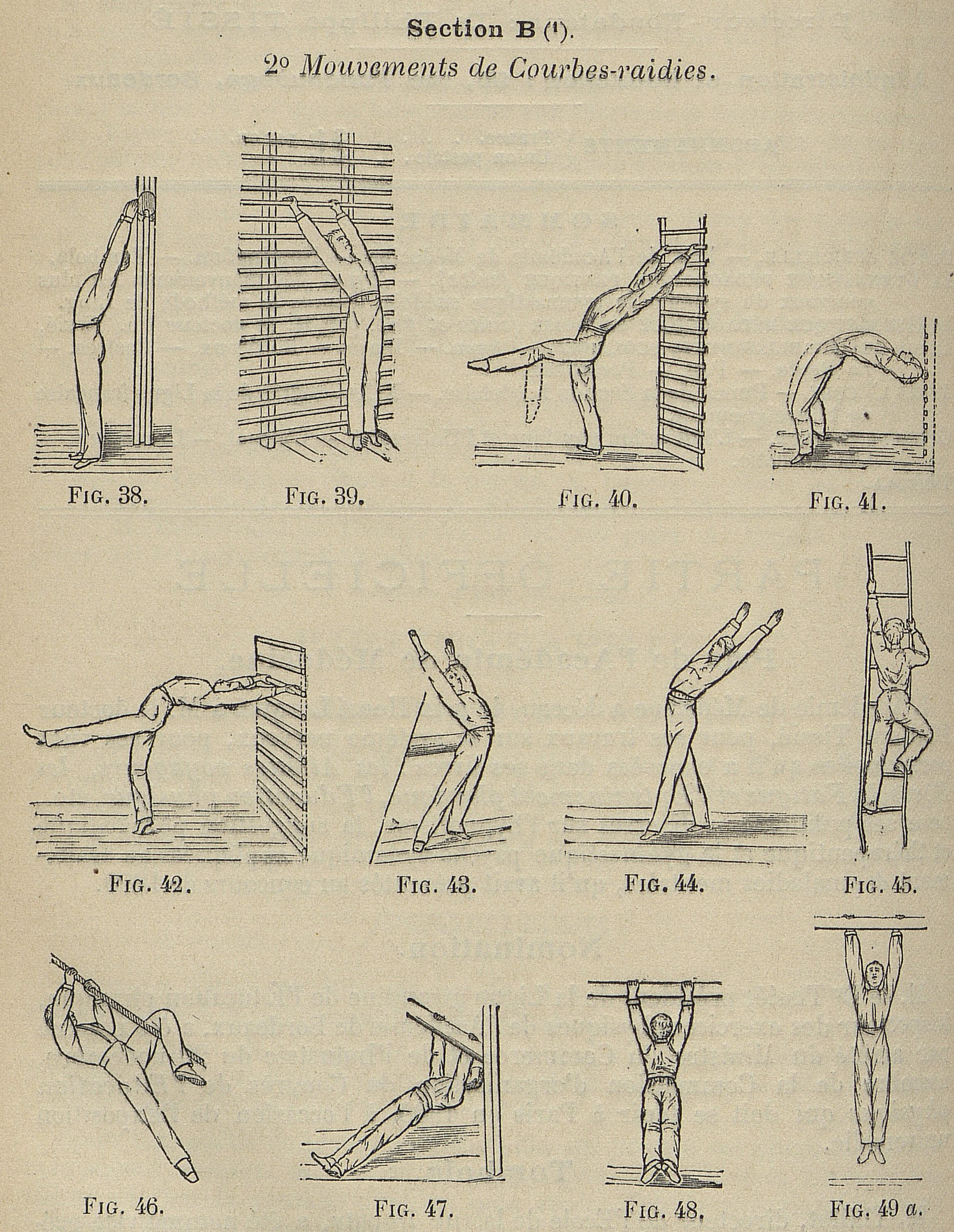
Détails des exercices de jambes (octobre 1899).

Philippe Tissié est chargé en 1898 d'une mission en Suède par le Ministère de l'instruction publique. À son retour, il devient un ardent défenseur de la méthode suédoise d'éducation physique. Il y découvre aussi l'intérêt d'une éducation physique pour la femme. L'apôtre des jeux traditionnels en plein air devient disciple de Pehr Henrik Ling sans renoncer pour autant aux précédents : à partir de ce moment son éducation physique scolaire associe une gymnastique de formation suédoise à une gymnastique d'application empruntée aux jeux sportifs. Les deux deviennent complémentaires. Selon lui, cet enseignement permettrait de rééduquer les jeunes délinquants en offrant la chance de participer à une reconstruction nationale. Il entend de cette manière rendre plus que jamais « à la jeunesse française la force de bien penser et de bien agir » par la muscularisation de la pensée. Il conçoit sa méthode de gymnastique comme un élément à part entière du redressement, limitant tous gestes impulsifs et incontrôlés. Tissié parle alors d'un « assouplissement du caractère » possible par l'imposition d'ordres. La mise en œuvre de cette conception est fortement structurée par la notion de méthode et de discipline qui devient rapidement le modèle à suivre. Cette méthode utilise, selon H. Groenen, « la pédagogie du modèle, la pédagogie traditionnelle ». On voit bien par cette rigueur imposée, que la  notions de plaisir et d'amusement est totalement mise de côté. Pour diffuser sa méthode, il adresse de nombreuses lettres aux parlementaires et responsables du pouvoir exécutif. Sa Revue des jeux scolaires illustre de manière explicite cette doctrine. Fixé à Pau dès 1900, il œuvre bénévolement à sa propagation à travers l'école normale de jeunes filles de 1904 à 1912 où il délivre un certificat d'aptitude à l'enseignement de la gymnastique. Cette méthode valorise d'une part le développement physique, essentiellement de nature respiratoire, morphologique et psychomoteur avec une action du mouvement sur le cerveau. 

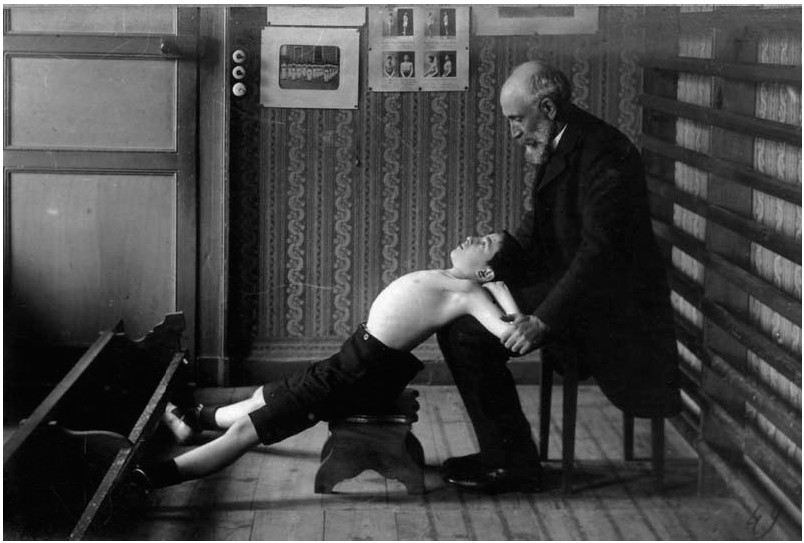
Jeune garçon réalisant un exercice assisté de Philippe Tissié.

#### Plan de séance type
Le plan de séance type comprend les exercices suivants :
- exercices d'ordre ;
- mouvements préparatoires ;
- extension de la colonne vertébrale ;
- suspension (1ere série) ;
- mouvement d'équilibre ;
- marche avec mouvements exerçant les muscles du dos ;
- mouvement exerçant les muscles abdominaux ;
- mouvements exerçant les muscles latéraux du corps ;
- mouvements de jambes ;
- suspension (2ème série) ;
- saut ;
- exercices de respiration.

À travers ces exercices, Tissié cherche à rendre les individus capables de lutter contre la fatigue en acquérant plus de force.

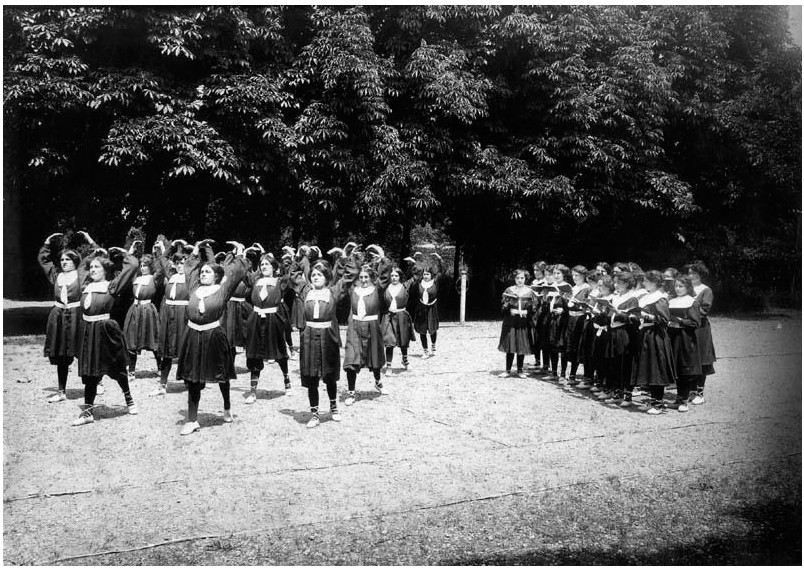
Marche en extension et chant, école normale de Pau (1903-1913).
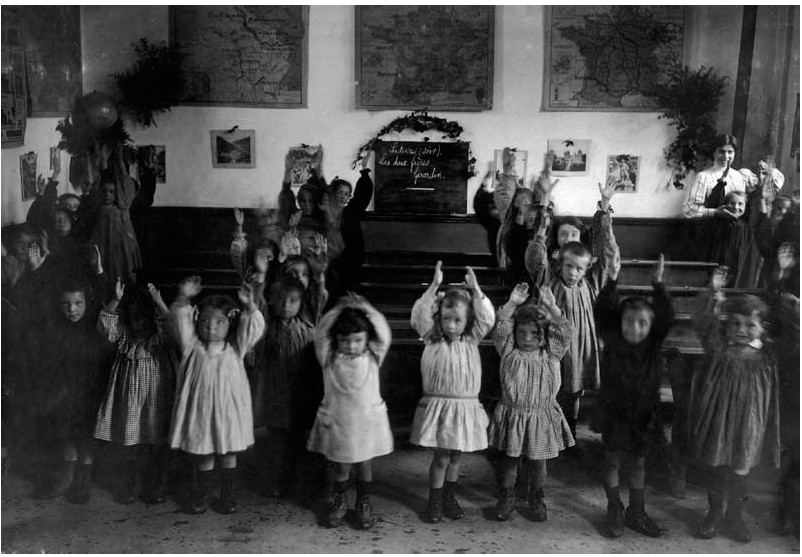
Leçon de gym réalisée par élève Tissié de Bellocq Basses-Pyrénées (1903-1913).
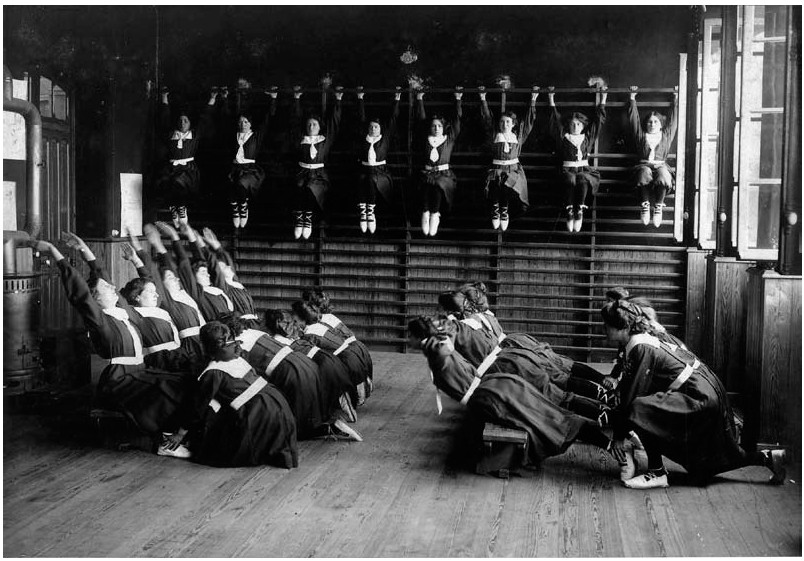
Exercices aux bancs et aux espaliers à l'école normale de Pau (1903-1913).
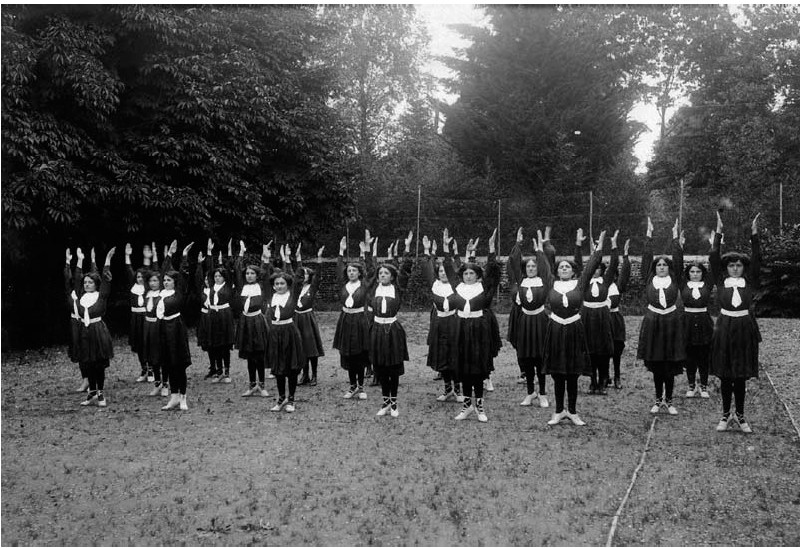
Mouvements préparatoires, école normale de Pau (1903-1913).

### Ligue nationale d'éducation physique
Il va alors se dresser contre l'idéologie de la gymnastique de l'Union des sociétés de gymnastique de France (USGF) et contre le nouveau manuel de gymnastique militaire de 1902. Il va ainsi formuler de vives critiques lui valant une semi-disgrâce : il est déchargé de ses missions d'inspection en 1907 et les lendits sont interdits par le ministère. Tissié en reprend le titre l'année suivante pour élargir le champ de la Ligue girondine d'éducation physique (LGEP). C'est pour lui le moyen de réagir. Il œuvre, parallèlement à cela, à la diffusion de sa méthode d'enseignement par des publications (ouvrages et revues éditées par la Ligue), par la pratique et la formation de nouveaux enseignants.
Après la guerre, pour promouvoir sa conception face aux enseignements de Georges Demenÿ inféodé à l'USGF qui finance son cours supérieur de la Sorbonne jusqu'en 1923 et ceux de Georges Hébert estimés trop empiristes, il est à l'origine en 1927 de l'Institut régional d'éducation physique (IREP) de Bordeaux annexé à la faculté de médecine. Suivi de onze autres créations dans l'année qui suit, ceux-ci préfigurent les facultés sciences et techniques des activités physiques et sportives (STAPS). Tissié est aussi dans les années qui suivent à l'origine de la renaissance du sport scolaire par la mise en œuvre des journées de la jeunesse créées par le sous-secrétariat d'État à l'éducation physique en 1932. Le ministère de l'instruction publique accepte alors une mise en œuvre expérimentale de cinq ans dans le sud-ouest sous la forme de lendits secondaires. Le premier a lieu à Bordeaux le 3 juin 1934 en présence de Philippe Tissié.
Philippe Tissié meurt le 4 juin 1935 en laissant derrière lui une idéologie qui est poursuivie par d'autres acteurs comme la Ligue française d'éducation physique (LFEP). Il est inhumé au cimetière urbain de Pau. Pierre Seurin est notamment l'un de ses plus fervents successeurs, par sa modernisation de la pensée de la Ligue. Il est néanmoins beaucoup moins militant que son prédécesseur, en insistant davantage sur le développement physique que moral. On voit plus tard, dans les années 1950, une inspiration directe des lendits dans la mise en place de grandes fêtes gymniques des écoles par les organisations de jeunesse, telles que l' Union sportive de l'enseignement du premier degré (USEP).

## Doctrine en vue d'une régénérescence collective
Philippe Tissié fait le constat, avec les autres scientifiques de cette époque, d'une dégradation grave de la santé nationale assimilée à une dégénérescence de la race. La méthode franco-suédoise décrite par Tissié résoudrait alors cet affaissement national. En effet, elle poursuit trois finalités : développer la santé, améliorer la race et servir la patrie.

### Méthode d’éducation visant la santé collective
D'après son diagnostic, le peuple français souffre d'un état systématique d'affaiblissement physique qui le rend plus fragile face aux infections. Pour Philippe Tissié, la Nation est ainsi touchée par une dénatalité problématique, des maladies chroniques comme la tuberculose, une espérance de vie stagnante et des maladies mentales telles que la névrose, l'aliénation et l'alcoolisme. Les écoliers vivant en ville souffrent notamment de faiblesses physiques favorisant le développement des maladies. Dans la conception de Tissié, la santé est assimilée sur le plan physique à un bon état corporel ainsi qu'au développement normal des fonctions physiques et tout particulièrement à la fonction respiratoire, prioritaire à ses yeux dans le cadre de l'éducation physique.
Tissié conçoit cette ambition sanitaire majeure comme « une œuvre d’hygiène sociale dans laquelle les exercices physiques prennent une large place ». Pour atteindre cet objectif, il critique les méthodes françaises de gymnastique pour promouvoir celles de l'école suédoise à travers de multiples comparaisons. Ainsi, Tissié note en 1909 que « En Suède, grâce à la méthode de gymnastique et à l’excellence des maîtres, la durée de vie a augmenté de neuf ans au cours du XIXe siècle ». De plus, on note une augmentation considérable de la taille des Suédois pendant la deuxième moitié du XIXe siècle.
Dans son ouvrage Les grands courants d'éducation physique en France, la sociologue Cécile Collinet montre que, selon Tissié, la santé a donc une dimension collective allant bien au-delà du simple individu.

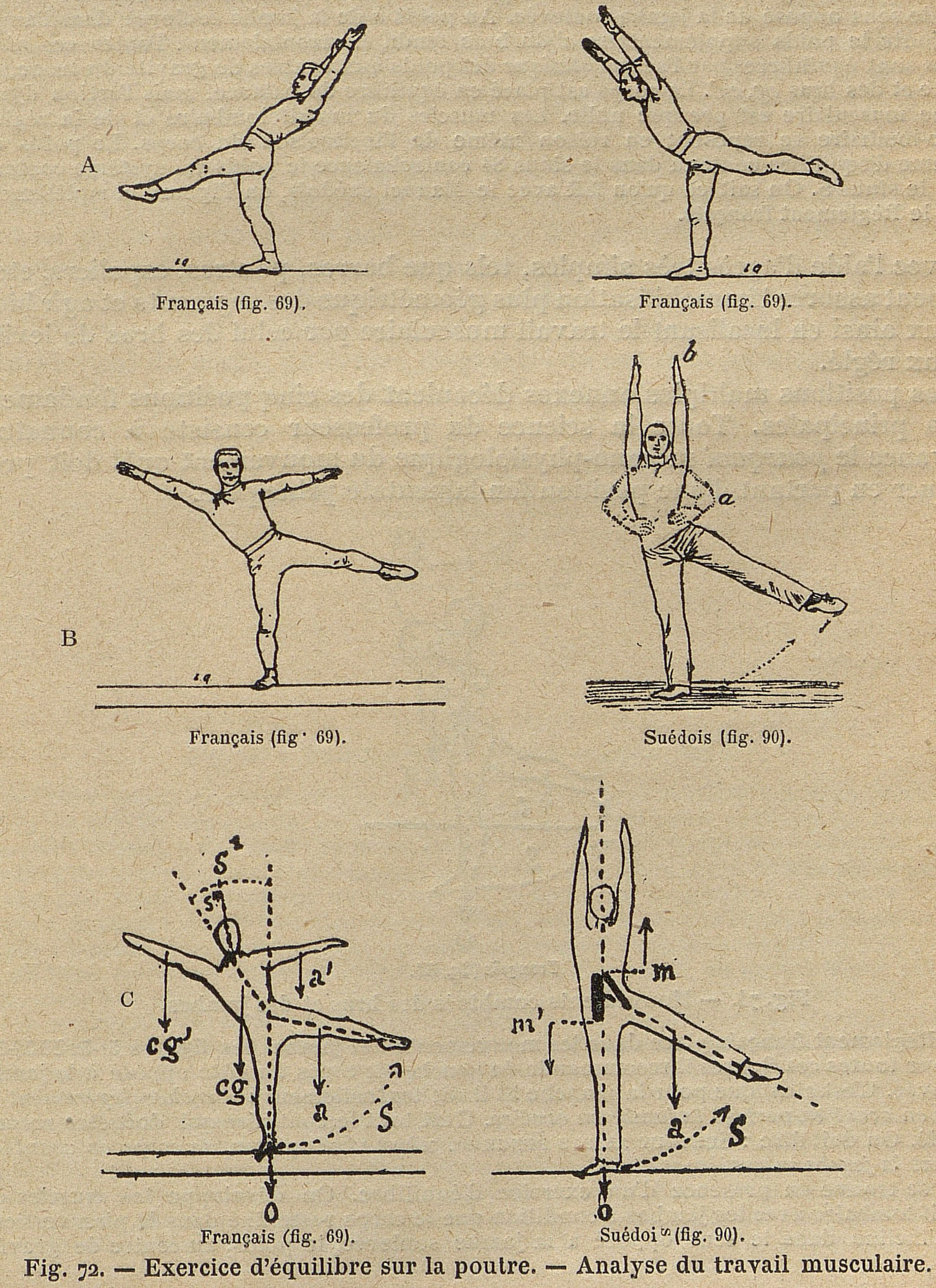
Gymnastique en Suède et en France.
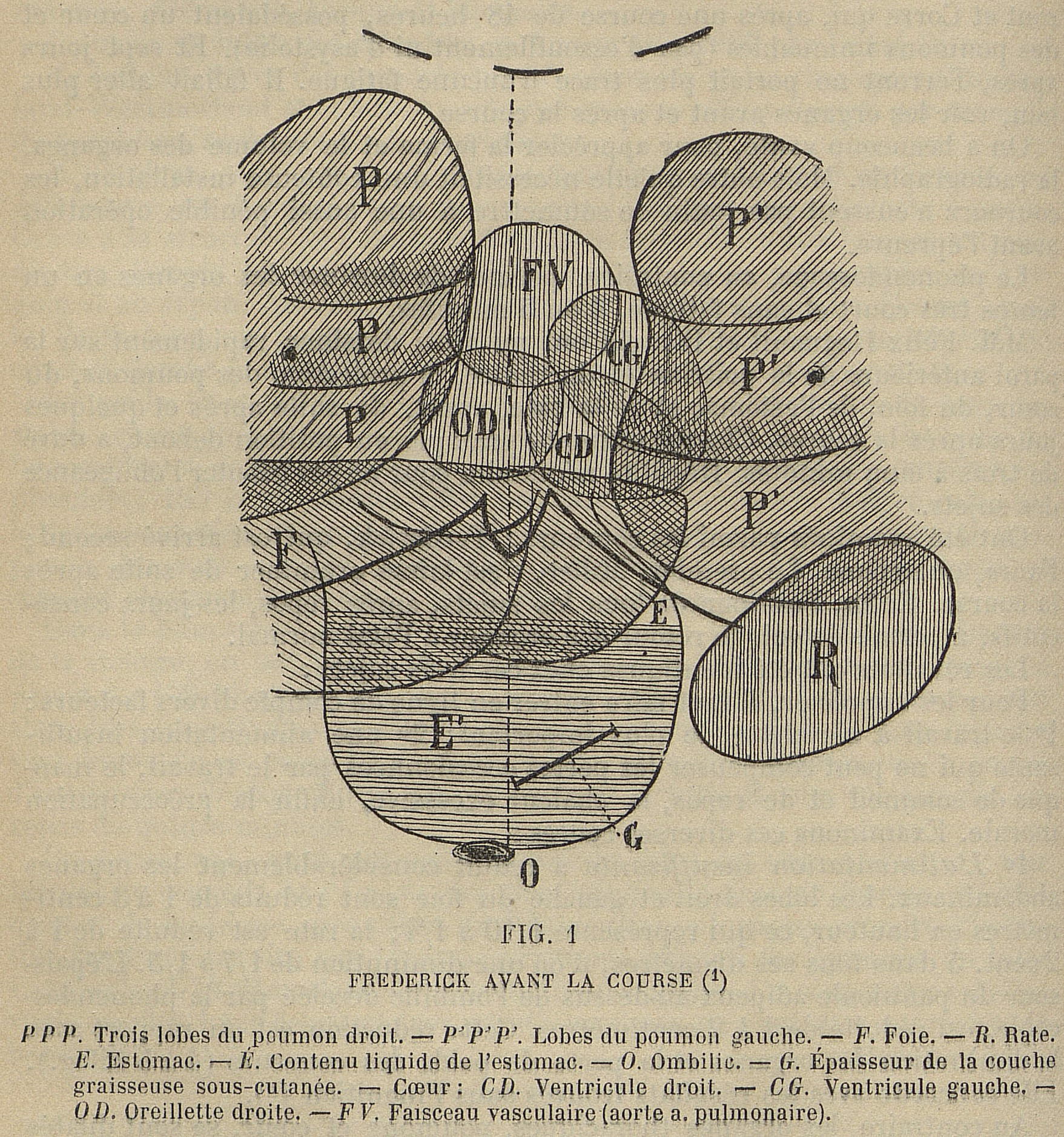
Schéma représentant la disposition des organes humains avant un effort physique.
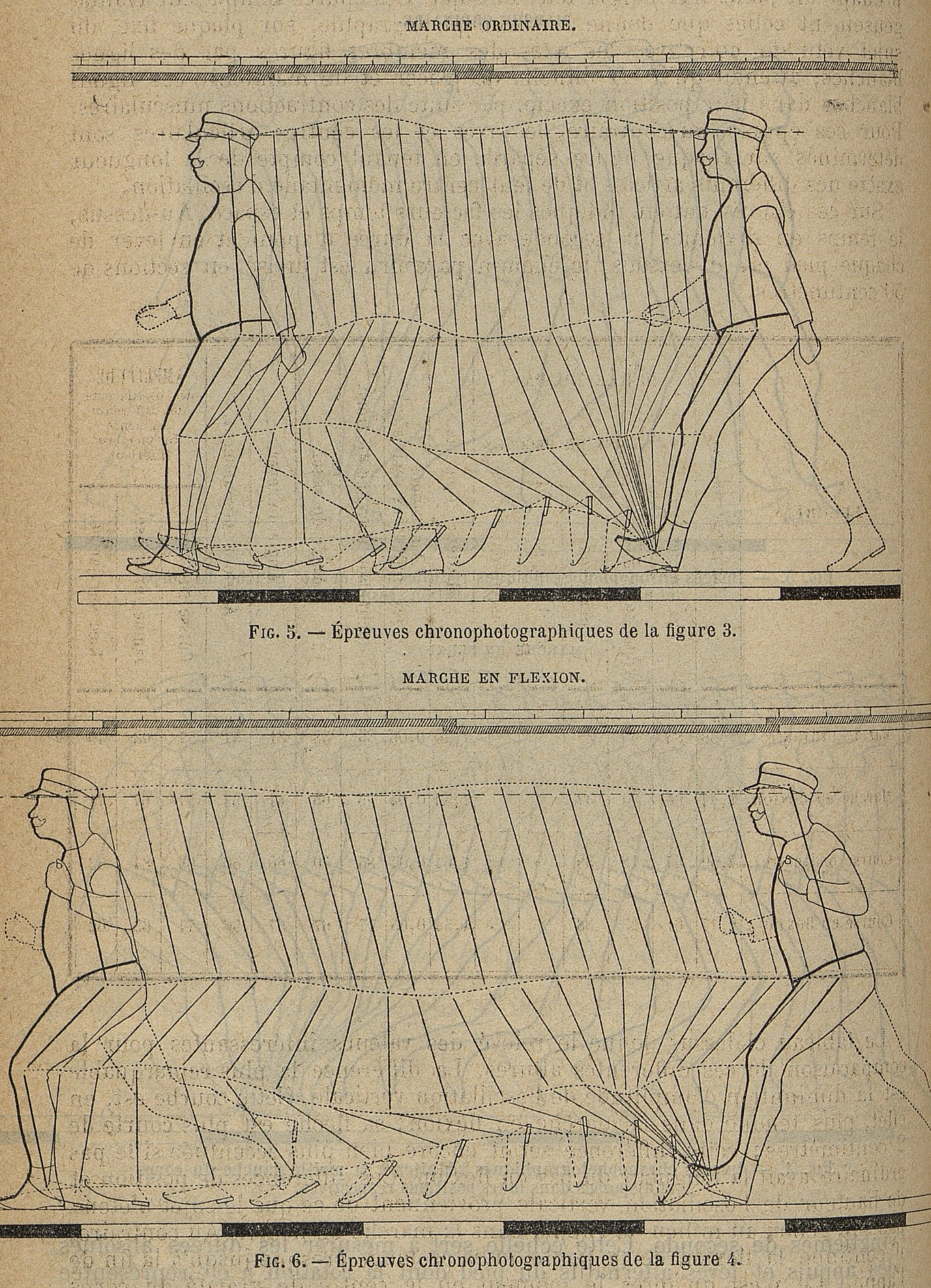
Représentation chronophotographique du mouvement de marche.

### Relèvement moral, un enjeu socio-politique
La santé permettrait un redressement économique et national. On entrevoit ici un véritable enjeu socio-politique. La santé déterminerait l'augmentation du rendement économique de la « machine humaine » notamment par la diminution des causes de la fatigue et de l'augmentation de l'espérance de vie. L'état physique impacterait ainsi les dimensions mentales comme intellectuelles des hommes en les éloignant des vicissitudes morales comme la paresse, la névrose et l'alcoolisme. Philippe Tissié s'exprime dans Pour la Race en 1909 « l’éducation physique doit viser surtout la santé, c'est-à-dire le parfait équilibre des forces physiques et morales de l'homme ».
Au lendemain de la Première Guerre mondiale, l'éducation des plus faibles apparaît comme une priorité dans le programme éducateur de Philippe Tissié. Selon lui, la gymnastique franco-suédoise s'apparente à un médicament de salubrité nationale. On va alors demander aux femmes, responsables de l'hérédité, ainsi qu'aux jeunes filles, de suivre ce programme de gymnastique franco-suédoise pour assurer la pérennité de la « bonne race ». Cette gymnastique analytique tend également à encourager le civisme, le sacrifice, la bravoure, rappelant sans cesse le modèle du poilu. On essaye également d'éloigner tout type d'amusement comme les bals ou cabarets qui tireraient la société vers la délinquance. C'est un effort collectif que chacun doit fournir pour permettre à la France de retrouver sa place et son prestige à la fois politique, économique et financier européen. Chacun individu se doit d'ignorer toute compromission et risques pouvant être encourus. Philippe Tissié combat ainsi la loi du moindre effort. Voici comment il s'exprime en 1913 : « La gymnastique consiste à produire un travail toujours utile en faveur des deux sexes, de la collectivité, de l'hérédité et de la race ».
Cette méthode prônée par Philippe Tissié vise autant le développement individuel que collectif, tout en prenant en compte la contribution au service de la nation. Malgré ses différends avec les ministères, il reste ferme sur ses valeurs : la défense du bénévolat, l'accès aux sports et à la gymnastique par toutes les couches sociales des deux sexes et l'éducation morale, patriotique et citoyenne. Ce combat s'incarne dans sa devise "Fortitudo mea civium fides" (Je tire ma force de la loyauté de mes citoyens).

## Œuvres et publications
- Les aliénés voyageurs : essai médico-psychologique, Paris, O. Doin, 1887[N 1] ;
- L'hygiène du vélocipédiste, Paris, O Doin, 1888 ;
- Les rêves : physiologie et pathologie (préf. professeur Eugène Azam), Paris, Félix Alcan, coll. « Bibliothèque de philosophie contemporaine », 1890, 214 p. (lire en ligne) ;
- La fatigue et l'entraînement physique, Paris, Alcan, 1897 ;
- « Cent ans d'erreur », in La Revue scientifique du 12 mai 1900 ;
- « Les Basques et leurs jeux en plein air » in La Revue scientifique du 20 octobre 1900 ;
- L'éducation physique : au point de vue historique, scientifique, technique, critique, pratique et esthétique, Paris, Larousse, 1901 ;
- Précis de gymnastique rationnelle de plain-pied et à mains libres : gymnastique éducative (scolaire et militaire), gymnastique athlétique, gymnastique hygiénique de chambre, Bordeaux, C Gaulon et fils, 1909 ;
- De la méthode en éducation physique par le mouvement discipliné, rapport à l'Association française pour l'avancement des sciences, Imp. Empéranger, 1910 ;
- Philippe Tissié, Une œuvre nationale par les normaliennes de Pau : Le moteur humain : La mère et l'institutrice : Le témoignage des faits, Pau, s.n., coll. « Patrimoine médical », 1913, 29 p. (lire en ligne) ;
- L'esprit clinique en éducation physique. Suite de Cent ans d'erreur. Rapport au congrès international de l'éducation physique de Paris, Imp. Garet & Haristoy, 1913 ;
- Congrès national de l'éducation physique : rapports, Lyon, Léon Sézanne, 1914 ;
- Après le cyclone : la tâche de demain, Imp. Garet & Haristoy, 1915 ;
- Pendant le cyclone. Causerie dans la tranchée : pour demain par aujourd'hui, Imp. Garet & Haristoy, 1915 ;
- Ligue française de l'éducation physique, 1916 ;
- L'éducation physique et la race : santé, travail, longévité, Paris, Groupe Flammarion, coll. « Bibliothèque de philosophie scientifique », 1919 ;
- L'éducation physique rationnelle : la méthode, les maîtres, les programmes, Paris, Alcan, 1922 ;
- L'éducation physique et la médecine : contribution au traitement de la prétuberculose pulmonaire et des maladies des voies respiratoires par la gymnastique analytique, Bordeaux, Gounouihou, 1924 ;
- L'ombre de l'âne, 1924 ;
- L'éducation physique et l'économie politique, 1924 ;
- Le sport tabou : la forge de Vulcain, Pau, Revue des jeux scolaires et d'hygiène sociale, 1932.

## Hommages
- À Pau, un stade (ancien vélodrome) et le chalet du Véloce-club, situés avenue Gaston Lacoste en face de la gare, portent son nom[15].
- La revue Éducation physique et médecine signale un hommage rendu au Dr Philippe Tissié par le commandant L. Laulhé[16].
- Un congrès mondial de culture humaine est organisé à Pau en 1938, en hommage posthume à Philippe Tissié par ses contemporains.